# Nogajskie ordy przednie
Nogajskie ordy przednie (Nogajcy, Nogajowie) – koczownicze plemiona Nogajów osiedlane od 1430 przez chanów krymskich na stepach wybrzeża Morza Czarnego, od Perekopu, przez południową Ukrainę, Besarabię i Bułgarię aż do Warny. Formalnie podlegali chanowi krymskiemu (Jedysan, okolice Oczakowa) lub sułtanowi tureckiemu (Budziak, Dobrudża), ale władza chańska czy sułtańska nad nimi była tylko nominalna.
Mieszkali w namiotach (jurtach) przenosząc się z miejsca na miejsce za pomocą dwukołowych wózków ciągniętych przez woły lub wielbłądy. 
Podstawą gospodarki była hodowla koni, wielbłądów, bydła i owiec. Ze zbóż znali tylko proso. Handel niewolnikami – jasyrem był podstawą pomyślności. Niektórzy bogaci handlarze niewolników z tureckich i krymskich miast sami organizowali i ekwipowali Nogajów, żeby zapewnić sobie dostawy ludzi w czasach pokoju.
Spośród ord przednich można wydzielić grupy:
- orda budziacka (białogrodzka) zajmowała tereny Budziaku,
- orda jambolucka (oczakowska) zamieszkiwała okolice Oczakowa,
- orda dobrudzka (jedykulska) w Dobrudży,
- orda jedysańska (odłam Małej Ordy Nogajskiej, powstałej dopiero po 1720) w Jedysanie.

Liczebność ordy budziackiej wynosiła około 20 000, dobrudzkiej – 12 000, oczakowskiej – 15 000. 
Najaktywniejsi pod względem najazdów byli Nogaje z Budziaku, zrzeszającego oprócz Tatarów również zbiegów oraz ludzi wyjętych spod prawa. Do wypraw organizowanych przez nich często dołączały i inne ordy. Chętnie uczestniczyli w wyprawach wojennych Turków interweniujących w Polsce, Mołdawii, Wołoszczyźnie, w Siedmiogrodzie ze względu na spodziewane duże łupy i jasyr.
Najbardziej znanym wodzem ord przednich był Kantymir Murza.
Po wojnie krymskiej (1853–1856) część ludności mieszkająca nad Morzem Czarnym przeniosła się do Turcji.